# Comuna Saverți, Popilnea
Saverți (în ucraineană Саверецька сільська рада) este o comună în raionul Popilnea, regiunea Jîtomîr, Ucraina, formată din satele Piskî și Saverți (reședința).

## Demografie
Componența lingvistică a comunei Saverți
     Ucraineană (99,49%)
     Alte limbi (0,51%)
Conform recensământului din 2001, majoritatea populației comunei Saverți era vorbitoare de ucraineană (99,49%), existând în minoritate și vorbitori de alte limbi.